# Kościół pomocniczy św. Józefa Robotnika w Popowie
Kościół św. Józefa Robotnika – zabytkowy kościół katolicki znajdujący się w Popowie w powiecie kłobuckim w województwie śląskim. Jest kościołem pomocniczym w parafii św. Józefa Robotnika w Popowie w dekanacie miedźnowskim w archidiecezji częstochowskiej.
Świątynia znajduje się na szlaku architektury drewnianej województwa śląskiego.

## Historia
Wybudowany jako kaplica pw. św. Józefa Oblubieńca NMP w 1858 roku, w latach 1938–1939 powiększony poprzez dobudowanie drewnianej nawy. W roku 1953 do kościoła dostawiono murowaną zakrystię i drewnianą kruchtę. Wtedy też budynek został otynkowany. W 1957 roku w Popowie erygowano parafię jednocześnie zmieniając wezwanie kościoła na św. Józefa Robotnika. W 1979 roku rozpoczęto stawianie nowego, murowanego kościoła, który przejął rolę kościoła parafialnego.

## Architektura
Kościół orientowany, wybudowany w konstrukcji zrębowej, otynkowany. Wybudowany na rzucie wydłużonego prostokąta zamkniętego trójbocznie. Murowana zakrystia usytuowana jest od południa. Dach dwuspadowy z naczółkiem od zachodu, nad zakrystią trzyspadowy. W dachu nawy znajduje się wieżyczka na sygnaturkę, czworoboczna, zwieńczona namiotowym daszkiem. wnętrze przekryte sklepieniem pozornym.